# 폼비아 사파리 공원

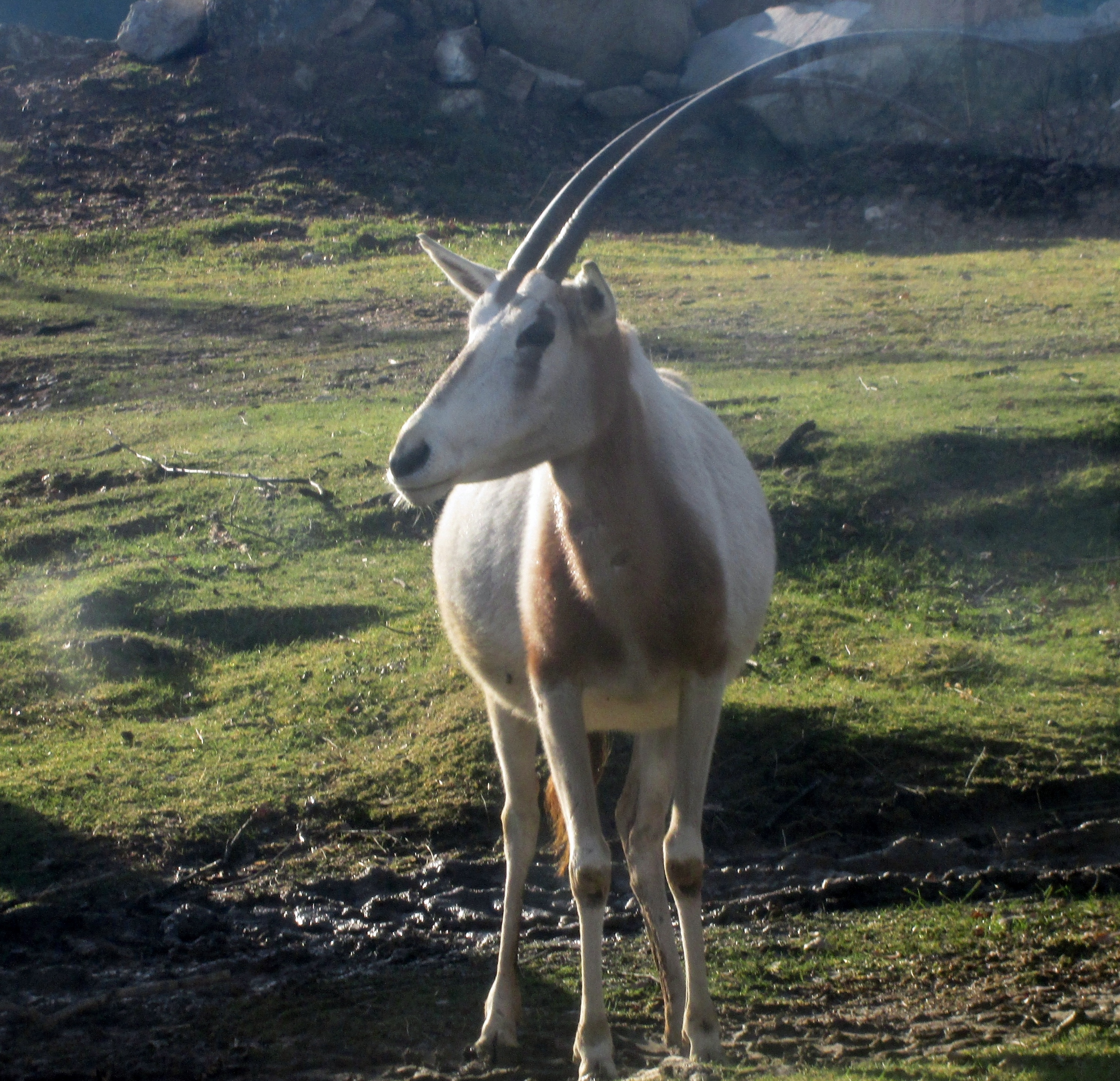
긴칼뿔오릭스

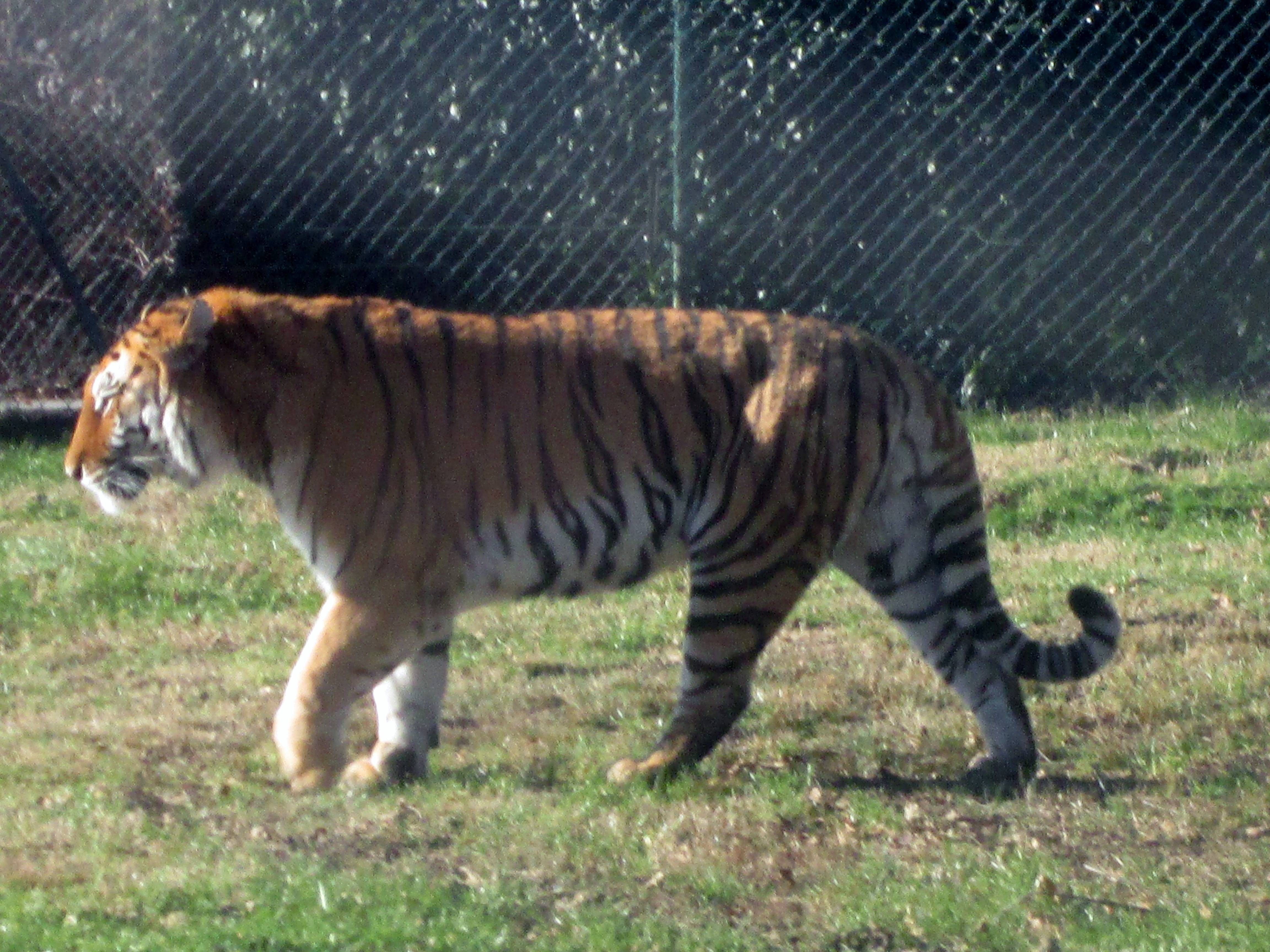
시베리아호랑이

폼비아 사파리 공원 (Pombia Safari Park)은 이탈리아 피에몬테주 폼비아에 위치해 있는 사파리 공원, 동물원 및 놀이 공원이다. 1976년 안젤로 롬바르디가 400,000m² 크기의 구역을 조성했다.